# Морська історія Сомалі
Морська́ істо́рія Сомалі́ — розвиток навігаційних технологій і суднобудування сомалійців, міст-держав і портів на узбережжі Сомалі, морських торгівельних шляхів, що забезпечували сомалійську торгівлю з часів античності до Нового часу. Наслідком цього стала своєрідна морська культура Сомалі.

## Історія

### Античність
У давнину Пунт, що за дослідженнями 2020 року розташовувався в районі сучасного Сомаліленду чи Пунтленду, мало торговий зв'язок із Стародавнім Єгиптом. З цих територій постачалися до Єгипту цінні природні ресурси, насамперед смирна, ладан та гуміарабік (камедь). Ця торгова мережа тривала до античності.

Морські шляхи в Індійському океані й сомалійські міста

З часів еллінізму утворюються міста-держави Ботіала, Сесеа, Опоне, Моссілон, Малао, Мундус, Ессіна і Таби, які створили торгову мережу, що з'єднувала протосомалійських купців з державою Птолемеїв (Єгипет і Фінікія), Грецією, Парфією, Сабейським царством, згодом — Набатейським царством та Римською імперією. Важливим місцем був Мис Гардафуї (відомий як Мис прянощів).
Після завоювання Римською імперією Набатейського царства та встановлення контролю над Червоним морем, арабські та сомалійські купці заборонили індійським купцям торгувати у портових містах Аравійського півострова через присутність поблизу Риму. Проте вони продовжували торгувати в портових містах Сомалійського півострова, де не було римської загрози та шпигунів. Причиною цьому стало бажання приховати факт отримання кориці та інших спецій з Індії, оскільки сомалійці запевняли римлян, що усі вони ростуть на Африканському Розі. В цей час відбувається піднесення міст Сарапіон, Гондал, Дамо, де виявлено багато античних монет та римської кераміки.
Втім криза III ст. в Римській імперії завдала суттєвого удару по сомалійській торгівлі та містам. В результаті відбувається переорієнтація на торгівлю з портами Сасанідської Персії. З V ст. відроджується велика торгівля з Єгиптом та іншими приморськими областями Східної Римської імперії.

#### Античні технології

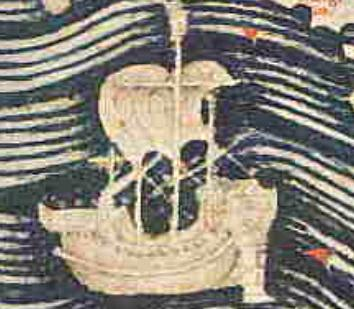
Зображення бедену

Тогочасні моряки використовували стародавнє сомалійське морське судно, знане як бадан, для перевезення своїх вантажів. Від давніх греків було запозичено будівництво маяків в межах найстаріших і найбільш жвавих морських шляхів та застосування піскових годинників, які стародавні сомалійців розташовували на своїх суднах.
Сомалійські моряки знали про мусони Індійського океану і використовували їх для зв'язку з портовими містами Індостану, Аравійського півострова та Червоного моря. Вони також розробили зрозумілий спосіб визначення островів Індійського океану в їх навігаційній зоні.

### Середньовіччя
У VI ст. утворюється держава Харла, що просувається не лише уздовж сучасного Сомаліленду, а й углиб Африканського континенту. Стає потужним торгівельним суперником Аксумського царства, яке захопило південь Аравійського півострова. З VII ст. після утворення Арабського халіфату та занепаду Аксуму поновлює вплив сомалійських купців в торгівлі між Індостаном та Єгиптом. Прийняття ісламу призвело до конфліктів з християнською Ефіопією.
Традиції торгівельного посередництва продовжив султанати Іфат, а з XV ст. Адал (з головним портом Сайла) й Аджуран. При цьому утворюються своєрідні торгівельні республіки в містах Марка, Могадішо, Барава, Хобйо, Кісмайо, Гондерше. Здійснювалася торгівля з індійськими (насамперед в султанатах Гуджарат, Бенгалія і Голконда), арабськими, перськими, венеціанськими, єгипетськими купцями. На півдні доходили до Мадагаскару. У портових містах країн Індійського океану створювалися сомалійські громади купців.
Також було встановлено торгівлю з китайською імперією Мін через Сінгапур і Малакку. Звідти вивозили амбру, порцеляну та китайські тканини, продаючи китайцям африканських тварин (жираф і зебр), пахощі.
Особливо значущим було місто Могадішо, яке було до того ж центром ткацтва. Продукцію відправляли до Єгипту та Сирії. З Індії вивозили бавовняні тканини та спеції. експортували туди віск, слонову кістку та золото. Міста Марка і Барава стали центрами посередницької торгівлі з містами Момбаса і Малінді, що були частиною султанату Кілва.
Сомалійські купці також вирушали до Ормузу в Перській затоці, де здійснювали торгівельні операції з зерном, фруктами, деревиною.
Поява Португалії в Індійському океані спочатку сприяло розширенню шляхів, але невдовзі спричинило боротьбу проти португальців, що бажали встановити тут свою монополію. Невдовзі усі конкуренти в Індостані були знищені. Тому сомалійські міста Марка і Барава отримали зиск, залишаючись вільними.
Втім згодом сомалійські міста стали об'єктом боротьби Османської імперії, Адалського султанату та Португалії. Поява османських корсарів спричинило приєднання до них сомалійців, що також стали займатися піратством, оскільки вбачали в ньому можливість завдати удару торгівельним конкурентам та послабити вплив Португалії на східноафриканському узбережжі. Спільні дії сомалійських та османських корсарів досягли піку у 1580-х роках. В результаті вдалося вигнати португальців з Момбаси, Кілви й Пате. Втім вже через кілька років португальські флоти відвоювали ці порти.

### Новий час
До початку XVIII ст. більшість міст Сомалі контролювали португальці. Проте утворення Оманської держави на Аравійському півострові та султанату Геледі призвело до усунення Португалії з африканського Рогу. Водночас в Індостані запанували британці й французи. В наступні роки відбувається боротьба проти панування Оманської держави.
Піднесення султанату Геледі на початку XIX століття призвело до відродження морських торгівельних компаній Сомалі. У цей період сільськогосподарська продукція Сомалі, що вирушала на ринки Аравії, була настільки великою, що узбережжя Сомалі стало називатися Зерновим узбережжям Ємену та Оману. Сомалійські купці встановили контроль над торгівельними центрами сучасної Еритреї. Розвивається внутрішня торгівля з Суданом та Ефіопією. В цей час найважливішим портом стає Бербера, де здійснювалася торгівля худобою, кавою, ладаном, смирною, камедю акації, шафраном, пір'ям страусів, воском, топленим маслом, шкірами, золотом і слоновою кісткою.
Втім протягом 1880- років Італія та Велика Британія встановили свою владу над Сомалі, утворивши свої колонії — Італійське і Британське Сомалі.

### Новітній час
Протягом періоду після здобуття незалежності ВМС Сомалі переважно здійснювали морські патрулі, щоб запобігти незаконному порушенню кораблів на морських кордонах країни. ВМС Сомалі та ВПС Сомалі також регулярно співпрацювали як стримуючий фактор проти Імперського флоту Ефіопії. Крім того, ВМС Сомалі виконували пошуково-рятувальні місії. У 1969—1978 роках як союзник СРСР Демократична республіка Сомалі надавала радянському флоту свої порти для базування та перепочинку.
З 1978 року флот Сомалі брав участь у багатьох військово-морських навчаннях із ВМС США, Королівським британським флотом та Королівським канадським флотом у Червоному морі та Індійському океані.
Розпад держави у 1991 році та громадянська війна спричинили піднесення сомалійського піратства, для боротьби з яким було створено потужну коаліцію та започатковано операцію «Океанський щит», яка тривала до 2016 року.